# Robertsdale (Alabama)
Robertsdale é uma cidade localizada no estado americano de Alabama, no Condado de Baldwin.

## Demografia
Segundo o censo americano de 2000, a sua população era de 3782 habitantes.
Em 2006, foi estimada uma população de 4814, um aumento de 1032 (27.3%).

## Geografia
De acordo com o United States Census Bureau, a localidade tem uma área de 14,1 km², sem área coberta por água. Robertsdale localiza-se a aproximadamente 55 m acima do nível do mar.

## Localidades na vizinhança
O diagrama seguinte representa as localidades num raio de 24 km ao redor de Robertsdale.